# Федерация (комплекс небоскрёбов)
«Федерация» — комплекс небоскрёбов, построенный в Москве на 13-м участке Московского международного делового центра Москва-Сити. 
Комплекс представляет собой две разновысотные башни, возведённые на одном стилобате: башня «Восток» (95 этажей,  является вторым по высоте зданием в Европе после Лахта-центра в Санкт-Петербурге, но превосходит петербургский небоскрёб по количеству этажей) и башня «Запад» (62 этажа). В комплексе «Федерация» размещены офисы и апартаменты. Стилобат — 6-этажный атриум — занимают офисы и торговая галерея.
Общая площадь помещений комплекса насчитывает 442 915,2 м². Общая площадь земельного участка — 10 730 м². 
Архитектурный проект разработан Сергеем Чобаном совместно с Петером Швегером. Строительство осуществила компания ЗПИФ «Башня Федерация».

## Технические характеристики и строительные нормы
Комплекс представляет собой две разновысотные башни, возведённые на одном стилобате:
- Башня «Восток» — 95-этажное здание. 25 ноября 2014 года «Башня Федерация» стала самым высоким зданием в России и Европе, когда верхняя отметка строящейся башни «Восток» комплекса «Федерация» достигла 351 метра. Строительство монолитного каркаса завершилось 9 декабря 2014 года[3]. В конце 2015 года закончены инженерные работы и остекление. Строительство было полностью завершено 15 ноября 2017 года. Архитектурная высота комплекса «Башня Федерация» в 2017 году составила 374 метра. Международный совет по высотным зданиям и городской среде (CTBUH) признал её самым высоким небоскрёбом Европы[4], однако после постройки в Санкт-Петербурге башни «Лахта-центр» (462 метра) «Башня Федерация» стала второй по высоте[5].
- Башня «Запад» — 62-этажное здание. Высота составляет 242,4 метра.

При строительстве комплекса «Башня Федерация» применены самые строгие из существующих в мире строительных нормативов. Контроль за технологиями строительства осуществляет Turner Construction Company, Мосгосстройнадзор, а также ряд ведущих строительных научно-исследовательских институтов: Научно-исследовательский институт бетона и железобетона (НИИЖБ), Научно-исследовательский институт строительной физики (НИИСФ), Центральный научно-исследовательский и проектный институт строительных металлоконструкций (ЦНИИПСК) им. Мельникова, Государственный специализированный проектный институт (ГСПИ).

## Уникальные технические особенности
Основанием для комплекса «Федерация» является фундамент, в основу которого положена массивная бетонная плита. На её заливку было потрачено 14 тысяч кубических метров бетона, это достижение даже было зафиксировано в Книге рекордов Гиннеса.
Устойчивость обоих зданий обеспечивается за счёт мощного бетонного ядра, имеющего в основании стены 1,4 метра, а также 25 периметральных колонн, пронизывающих обе башни от фундамента до верхнего этажа. Каждая колонна в основании составляет 2 м х 1,4 м. Через каждые 25-30 этажей в небоскрёбах комплекса «Федерация» расположены аутригерные этажи, которые выполнены из высокопрочных стальных конструкций. Аутригерные этажи дают добавочную устойчивость зданиям.
Применены новейшие системы остекления, которые разработаны специально для «Башни Федерация» немецкими и китайскими специалистами. Поверхность стекла отражает солнечное излучение, при этом сохраняя оптимальную температуру в здании. По плотности стекло приближено к параметрам теплостойкости кирпичной стены. На тот момент, когда в Башне начали применять данную технологию, она не использовалась ни в одном небоскрёбе мира.
В комплексе «Федерация» 67 лифтов.

## Партнёры и подрядчики
На строительство комплекса «Башня Федерация» впервые в России были привлечены:
- Thornton Tomasetti (главный конструктор «Башни Федерация»)[12] — американская компания, занимающаяся конструированием высотных зданий. В их активе шесть из десяти самых высоких небоскребов в мире. Thornton Tomasetti сконструировал строящийся небоскреб Kingdom Tower в Саудовской Аравии, который после окончания строительства станет самым высоким зданием в мире (его высота по окончании строительства будет свыше 1000 метров).
- Turner Construction Company[13] — американская корпорация, специализирующаяся на управлении строительными проектами.
- Австралийская компания «Кокс» (Cox) — производитель оборудования по эксплуатации фасадов.
- Генеральным подрядчиком является турецкая компания Renaissance Construction[14].
- ThyssenKrupp (Германия), Schindler (Швейцария)[11] — специалисты по лифтам.
- OnGuard от LenelS2(США) — система безопасности.
- PEGA (Чехия)[15] — эксклюзивный поставщик грузопассажирских высокоскоростных подъёмников, на объекте непрерывно с 2008 года работают 8 кабин. Высота непрерывного подъёма достигнет 360 метров.

Строительство комплекса «Федерация» стало одним из первых масштабных проектов в области российско-китайского сотрудничества. В 2008 году привлечение China State Construction Engineering Corporation (CSCEC) (Всекитайская инженерно-строительная корпорация) на строительство фундамента «Башни Федерация» было признано крупнейшим проектом (после нефтегазовых) в рамках сотрудничества России и Китая. В 2014 году на проекте «Башня Федерация» задействована китайская компания YUANDA.

## Инновации и энергоэффективность
В комплексе «Федерация» впервые в России были установлены:
- Лифтовые системы «twin» — инновационная технология, позволяющая использовать две кабины скоростных лифтов в одной шахте, что в 1,7 раза увеличивает общую пропускную способность лифтов[11].
- Инновационная «скрытая» система эксплуатации фасадов (такая же система установлена на самом высоком небоскрёбе мира Бурдж Халифа в Дубае). Система позволяет оперативно обслуживать фасады Башни, при этом незаметна невооружённым глазом и тем самым не нарушает архитектурного облика здания.
- Практически все энергоэффективные технологии, используемые в мировом строительстве, применены при строительстве комплекса «Башня Федерация».

## Темпы и сроки строительства
Темпы строительства в 2014 году — 3 этажа (12-15 метров) в месяц.
Сроки ключевых этапов строительства:
- завершение монолитных работ (95-й этаж) — 9 декабря 2014 г.
- завершение фасадных работ по 89-й этаж (без «навершия») — март 2015 г.
- завершения работ по «навершию» — сентябрь 2016 г.
- завершение работ по инженерным системам — I квартал 2016 г.
- сдача комплекса в эксплуатацию — 2017 г.

Здание «Башня Федерация» активно используется как экскурсионный объект, став вторым проектом на территории Москва-Сити, где о его истории и уникальности во всех подробностях рассказывает обученный гид. Также «Башня Федерация» знаменита в мире и в качестве площадки для кино- и видеосъемок (телешоу, реклама, кино). В 2012 году канал «Москва-24» снял сюжет о деловом комплексе. Фильм, посвященный небоскрёбу, также был снят телеканалом Discovery в 2009 году.
До 2010 года на здании были установлены самые высокие электронные часы в мире — расположенные на высоте 229 м на фасаде башни «Запад» комплекса «Башня Федерация» со стороны Третьего транспортного кольца, они были признаны самыми высокими в мире и вошли в Книгу рекордов Гиннесса.
ЗАО «Башня Федерация» (новое название компании застройщика после ликвидации брендов Mirax Group в декабре 2011 года и Potok в сентябре 2013 года) осуществляла финальные этапы строительства Башни «Федерация», срок сдачи в эксплуатацию которой был намечен на середину 2016 года.
15 ноября 2017 года пресс-служба ЗАО «Башня Федерация» сообщила о завершении строительных работ в башне «Восток» (и, соответственно, во всём комплексе зданий).

## Башня «Восток»
Высокая башня комплекса, расположенная в восточной части участка № 13, ранее называлась башня «А». В ноябре 2006 года, после объявленного конкурса, была переименована в Башню «Восток». Башня «Восток» — это 95 надземных и 4 подземных этажа, в ней установлено 18 скоростных лифтов.
В начале декабря 2009 года руководство корпорации Potok (экс «Миракс Групп») заявило, что в случае финансовых проблем может сократить этажность башни «Восток» с 94 до 64 этажей. Однако в марте 2010 года руководством компании было заявлено, что башня будет достроена в полном проектном решении.

### Строительство
Строительство этой башни является второй очередью строительства всего комплекса, и за время строительства башни «Восток» проект претерпел ряд существенных изменений относительно первоначального варианта и стал в корне отличаться от проекта башни «Запад». В первую очередь изменён её размер по площади этажей и визуально башня стала толще у основания, вплоть до того, что часть этажей, начиная с 11-го, немного выходит за пределы 13-го участка. Существенно было переработано ядро, которое стало трапецеидальным, а не шестигранным, как в более раннем проекте. Несущие колонны увеличены в 2 раза по толщине, то есть в 4 раза увеличен объём необходимого для строительства этих колонн бетона, и, соответственно, существенно возросла общая масса здания.
При сооружении плиты фундамента 21-24 февраля 2006 года был установлен рекорд, занесённый в книгу рекордов Гиннесса. Было залито 14 тысяч кубометров бетона. Несколько необычным в ходе строительства был факт, что поверх первой фундаментной плиты была залита вторая фундаментная плита, в результате чего комплекс потерял один подземный этаж и произошла задержка строительства минимум на 5 месяцев. Необычность этого факта заключается в том, что, судя по полученным с объекта фотографиям, строители начали активную подготовку к сооружению первого подземного этажа, но внезапно свернули работы, разобрали установленные краны, срезали ранее подготовленную арматуру для колонн и приступили к арматурным работам для второго фундамента. Необычным является и то, что причины этого решения внятно не комментируются организаторами строительства. Однако, есть и версии произошедшего.
В процессе дальнейшего строительства темп возведения башни изменялся в достаточно широких пределах: подземная и стилобатная часть здания строилась со средней скоростью порядка 2 уровней в месяц; строительство стандартных этажей после стилобатной части шло с более высокой скоростью — 4 этажа в месяц; на технических 33-34-х уровнях темп строительства здания был заметно приостановлен, строительство этого этажа длилось более 5 месяцев, произведена замена одного из подъёмных кранов на два более мощных, и была сформирована мощная металлическая конструкция аутригеров, способствующая большей жёсткости здания и устойчивости его к ветровым нагрузкам. На середину мая 2008 года башня построена на высоту порядка 170 метров (45 уровней).
25-26 ноября 2008 года в ряде изданий появилась информация о приостановке строительства башни, однако в Potok эту информацию сразу же опровергли.
5 июля 2011 года компания Potok объявила о возобновлении строительства башни.
По состоянию на 19 марта 2012 года велось строительство 67-го надземного этажа башни, а также её остекление.
Весной 2013 года стройка снова была остановлена — основной акционер компании Сергей Полонский решил продать свой бизнес Сергею Чобану. Осенью 2013 года компания Potok переименована в ЗПИФ «Башня Федерация».
Строительство башни «Восток» возобновлено в декабре 2013 года — к тому моменту стройка остановилась на уровне 73 этажа. Об этом сообщили в пресс-релизе корпорации AEON бизнесмена Романа Троценко, выступившей новым инвестором проекта.
25 сентября 2014 «Башня Федерация» стала самым высоким зданием в Европе — её высота составила 343 метра (91 этаж). «Мы идем в четком графике, строим по три этажа в месяц, как и планировали, закончим монолит и остекление фасада башни к концу этого года», — сообщил СМИ генеральный директор ЗАО «Башня Федерация» Михаил Смирнов.
9 декабря 2014 года завершилось строительство монолитного каркаса «Башни Федерация».
3 июня 2015 года строители комплекса приступили к монтажу навершия Башни, что является финальным этапом строительства небоскрёба.
15 ноября 2017 года было завершено строительство башни «Восток» высотой 374 метра. Она насчитывает 95 надземных и 4 подземных этажа. 
26 декабря 2017 года восточная башня мультифункционального комплекса «Федерация» в деловом центре «Москва-Сити» введена в эксплуатацию. Разрешение на ввод было выдано по результатам работы комиссии по приемке, проведенной Мосгосстройнадзором. Экспертная комиссия проверила соответствие всех систем критериям энергоэффективности, безопасности, экологическим нормам, проинспектировал качество монолитных конструкций и фасадного остекления, работу инженерных систем и т. п.
В апреле 2018 года в башне «Восток» открылась смотровая площадка Panorama 360. Она расположена на 89-м этаже на уровне 327 метров и включает 9 интерактивных зон. Смотровую площадку могут внести в Книгу рекордов Гиннеса.

### Пожар на Башне «Восток»

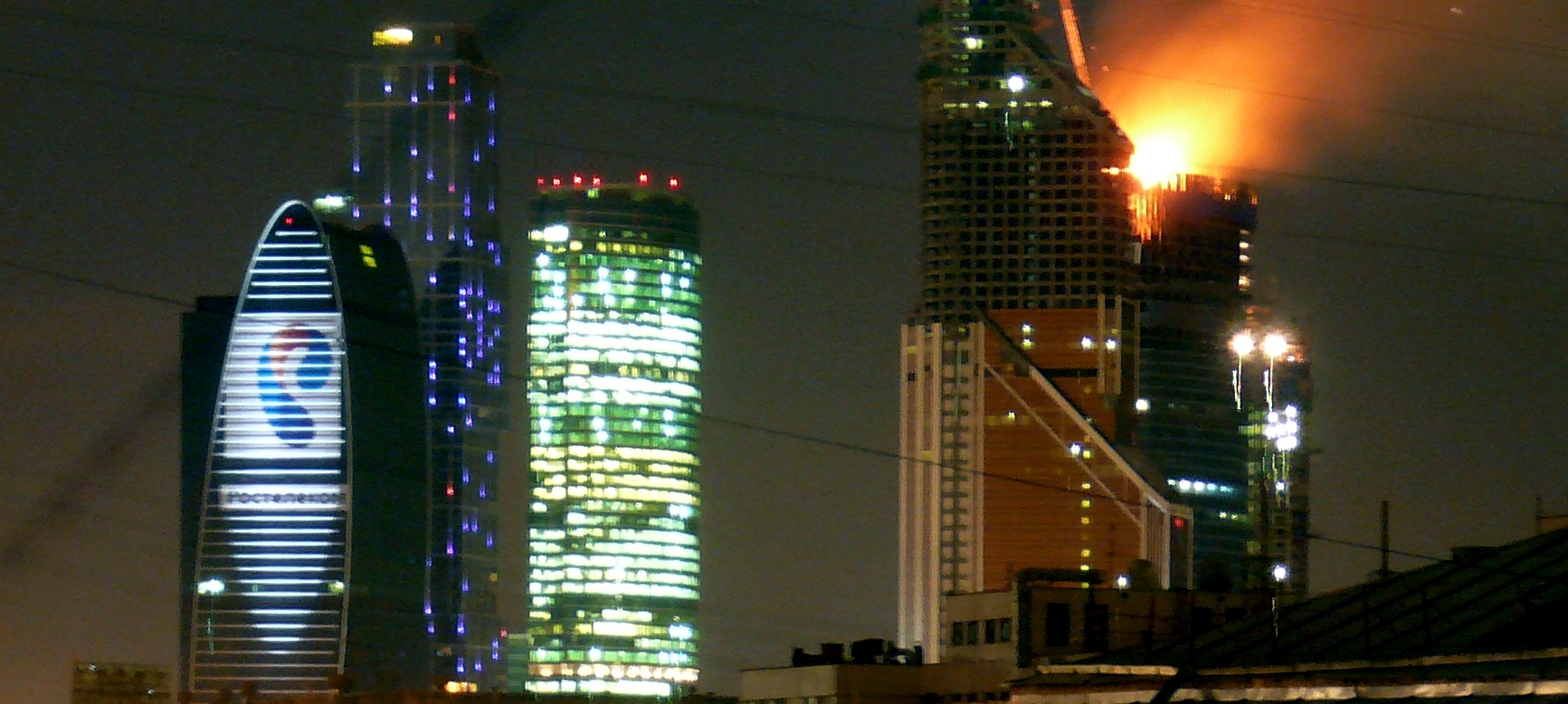
Пожар на башне «Восток» 2 апреля 2012

2 апреля 2012 года на башне «Восток» произошёл пожар. В операции по ликвидации возгорания в здании приняли участие 25 пожарно-спасательных подразделений и 4 вертолёта Московского авиационного центра. Несмотря на привлечение вертолетов, потушить пожар долгое время не удавалось. Верхний этаж высотки горел практически по всей площади. Огонь было видно за десятки километров от Делового центра. По официальным данным, в результате инцидента никто не пострадал, зданию не было причинено существенного ущерба. Данный пожар стал вторым в Москве по высоте очага возгорания внутри помещения после пожара на Останкинской телебашне в 2000 году.

## Башня «Запад»
Низкая башня комплекса, расположенная в западной части участка № 13, ранее называлась башня «B». В ноябре 2006 года, после конкурса, была переименована в Башню «Запад». Башня «Запад» — это 62 надземных и 4 подземных этажа, в ней установлено 11 парных лифтов (твин) и 6 скоростных лифтов. На 54-м этаже расположена смотровая площадка. В фильме «Чёрная молния» башня переименована в «Алмазную башню», в которой и находилась большая буровая установка, хотя съёмки с ней проводились в другом здании.

### Строительство
Строительство этой башни комплекса «Федерация» было первой очередью строительства всего комплекса, высота башни была увеличена по сравнению с первоначальными моделями (сначала башня планировалась в 2 раза ниже более высокой, которая тогда должна была быть в высоту 345 метров). Башня имеет шестигранное ядро, строительство которого велось опережающими на 1-2 этажа темпами относительно остальной части башни. Строительство здания завершилось в начале 2008 года.

## Шпиль
Шпиль (Башня «C») должен был стать самой высокой частью комплекса, и располагаться между башнями «Запад» и «Восток». Внутри шпиля планировали разместить два сверхскоростных лифта с внешним остеклением. В верхней части шпиля, но на уровне более низком, чем высота башни «Восток», предполагали расположить обзорную площадку для обозрения западной части города. Конструкция шпиля была сооружена меньше, чем наполовину. Общая высота шпиля должна была быть 506 метров, что на 44 метра выше Лахта центра и на 34 метра ниже Останкинской телебашни.
22 апреля 2014 года на первой международной выставке «Высокий Мир. Москва Сити. Перспективы развития» в своем выступлении один из авторов проекта Сергей Чобан сообщил, что от строительства шпиля по ряду причин решено отказаться. Уже построенную часть шпиля демонтировали в течение трёх лет.

## Премии
2009 год — Башня «Запад» делового комплекса «Федерация» стала победителем всемирного конкурса «Prix d’Exellence» FIABCI в категории «Офисная недвижимость».
2011 год — Башне Федерация была присуждена премия «Рекорды рынка недвижимости» в номинации «Бизнес центр № 1».
2017 год — «Лучший многофункциональный комплекс» премии European Property Awards.
2019 год — «Небоскрёб №1»
2019 год — Башня Федерация получила гран-при International Property Awards «World's Best Property».

## Ход строительства

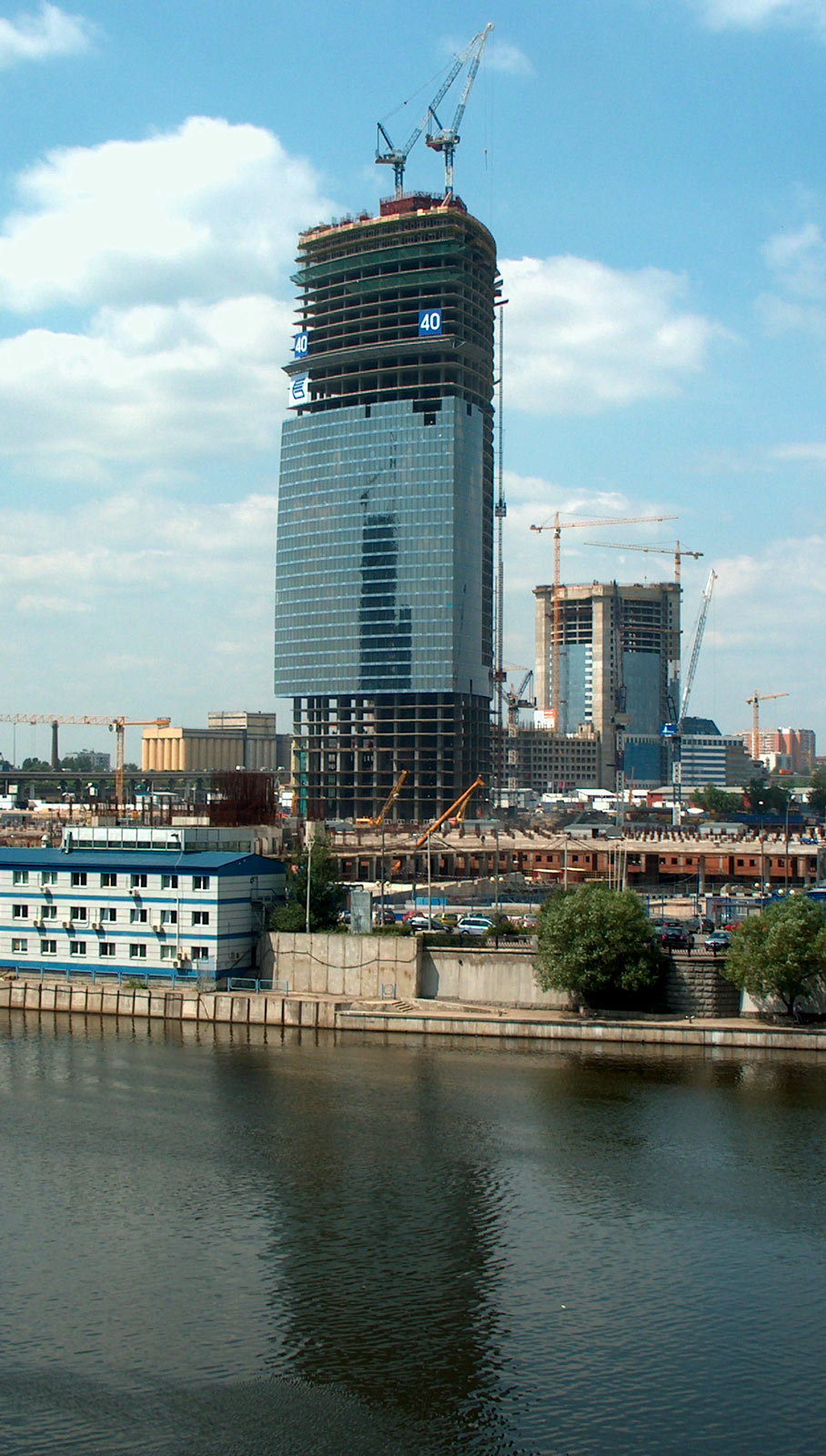
28 июня 2006
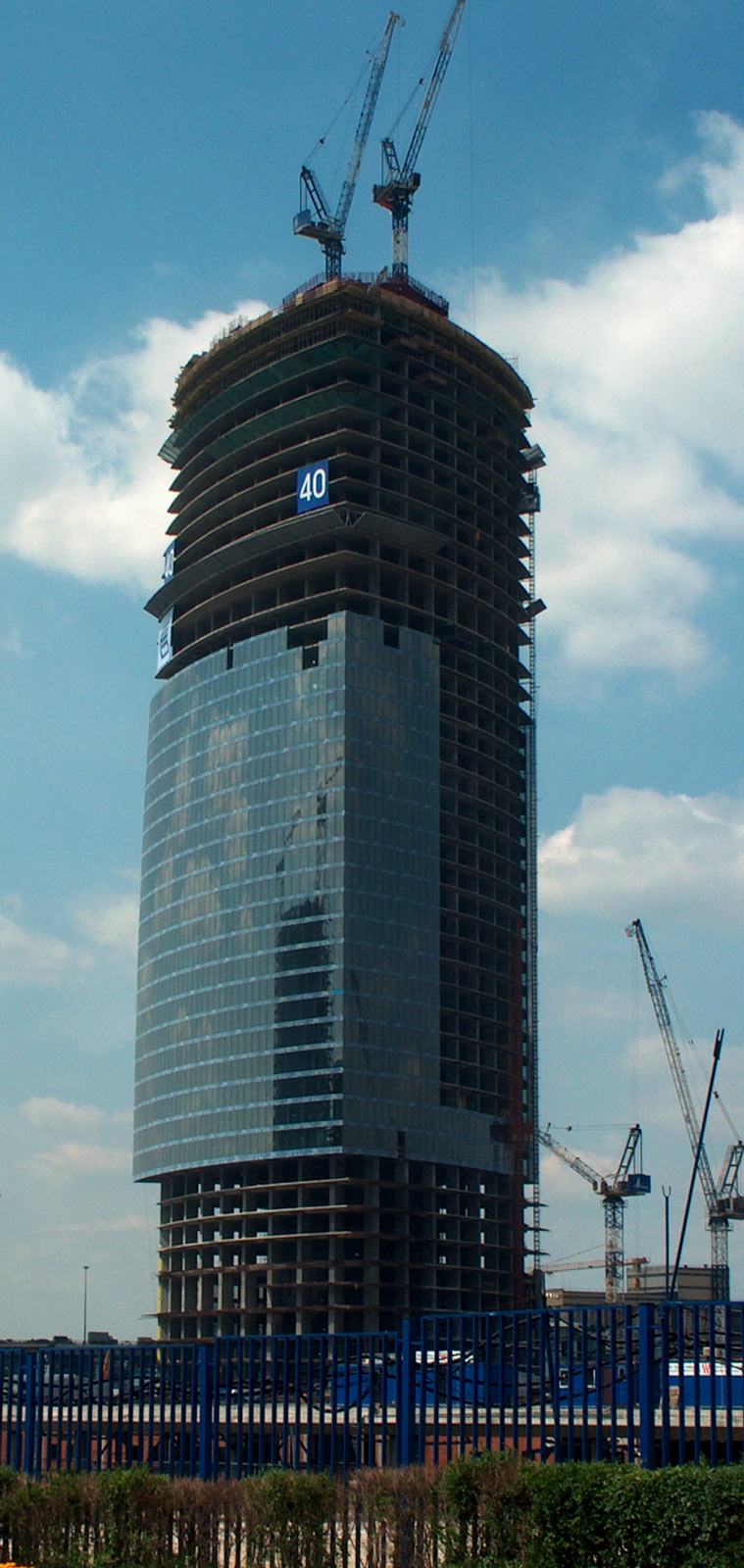
28 июня 2006
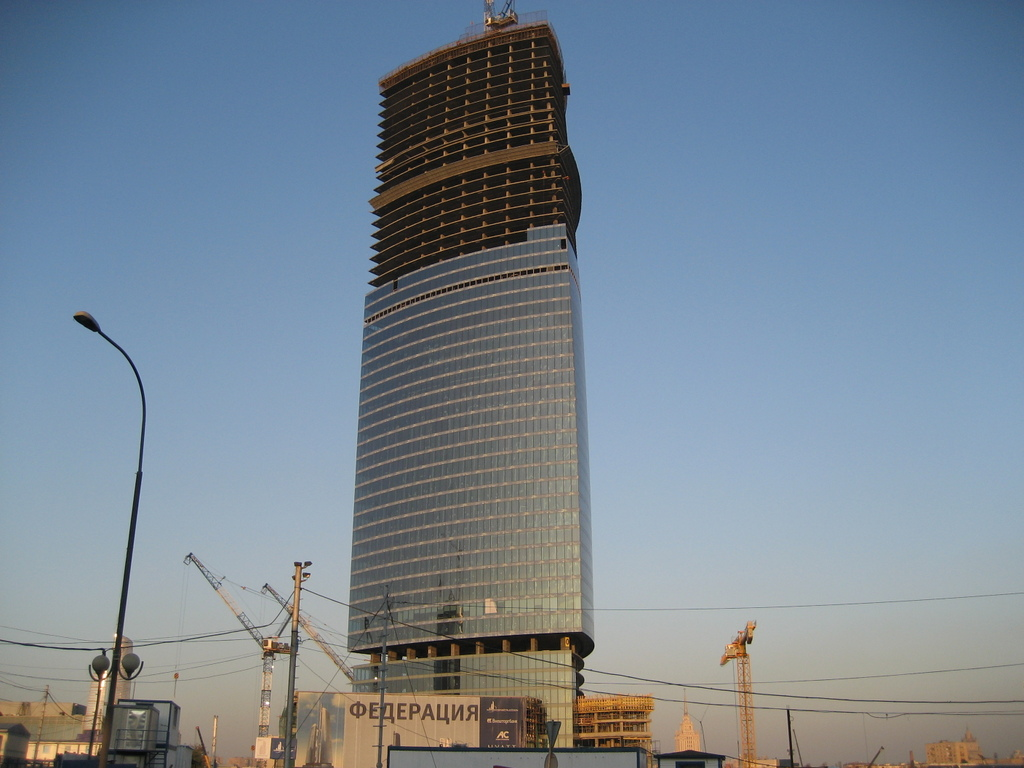
24 сентября 2006
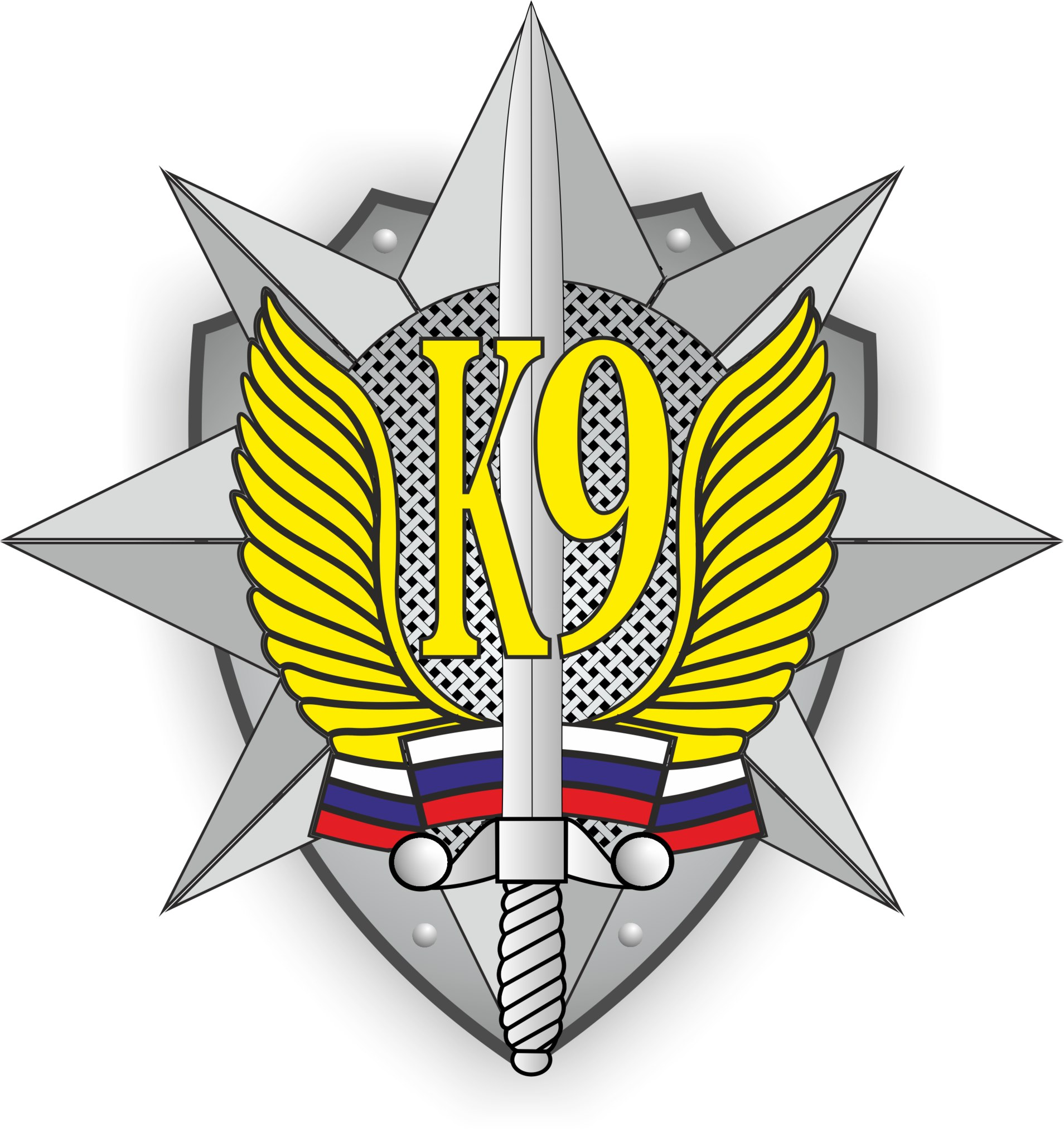
25 октября 2006
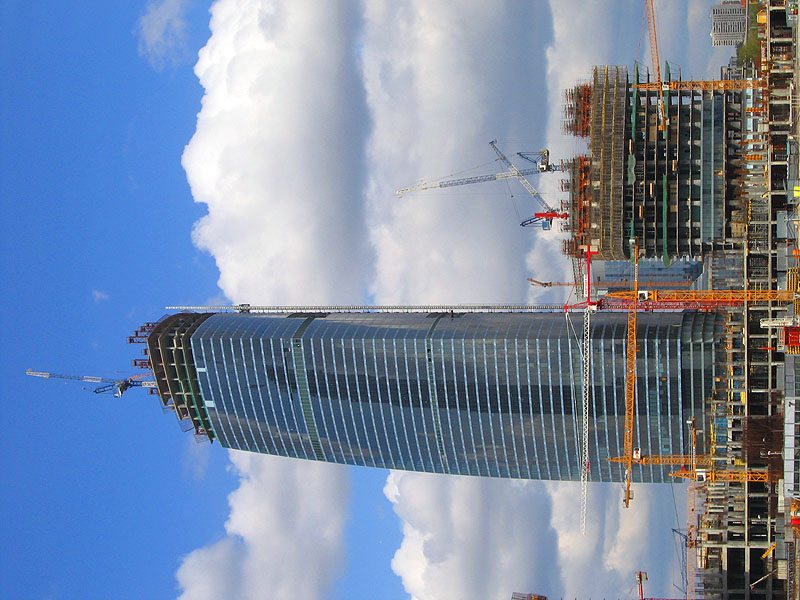
4 мая 2007
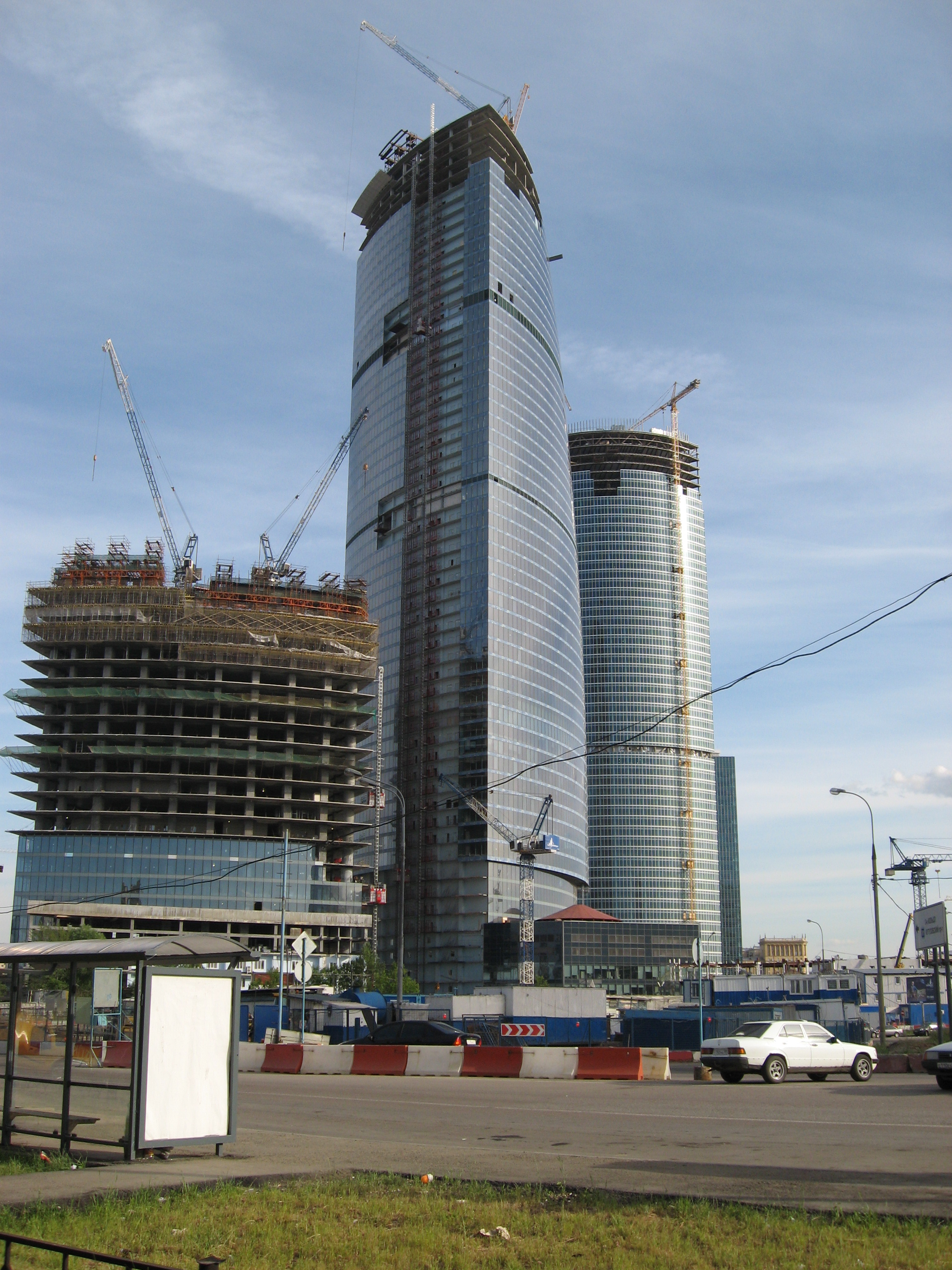
9 июня 2007
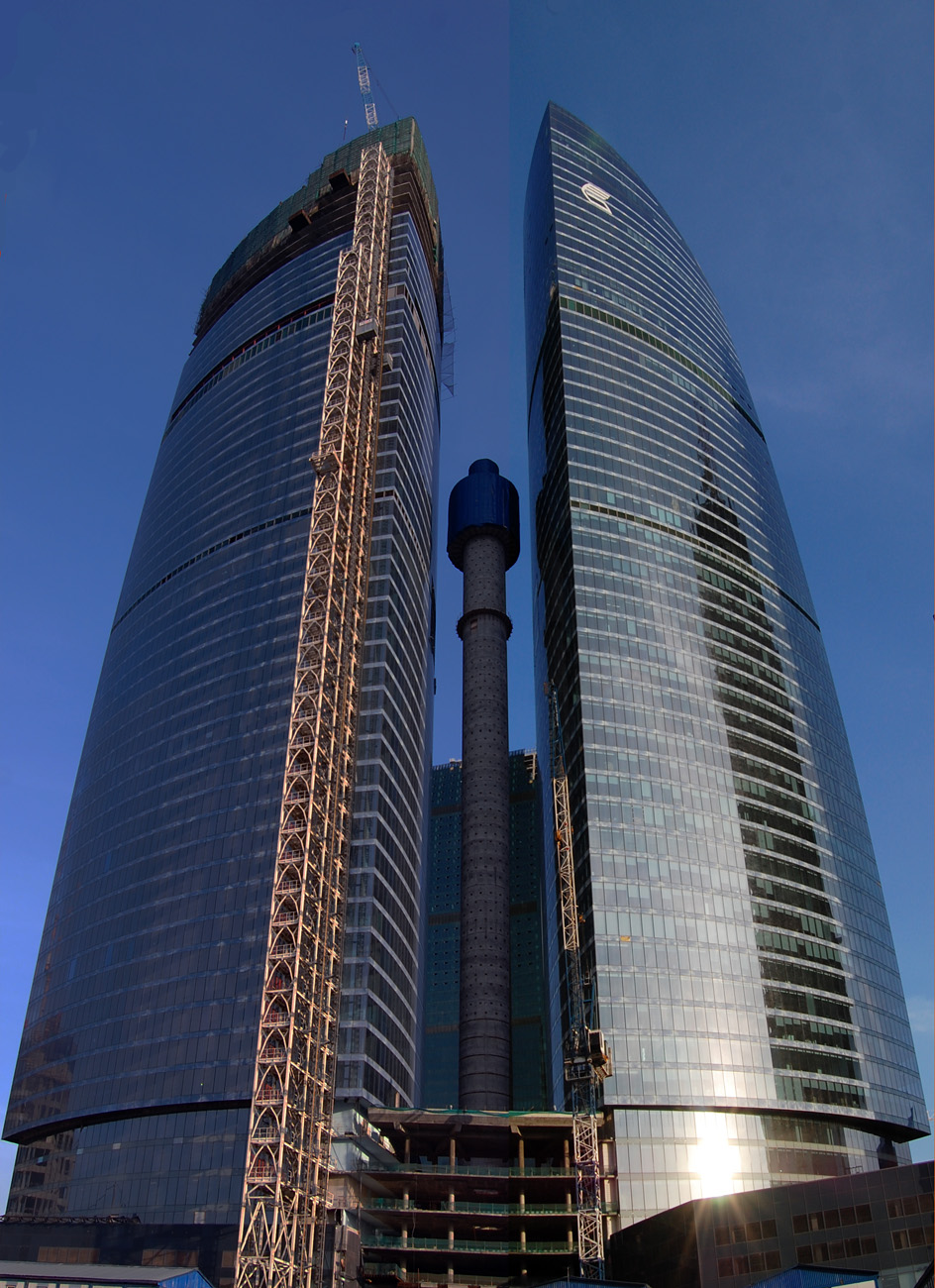
28 марта 2010
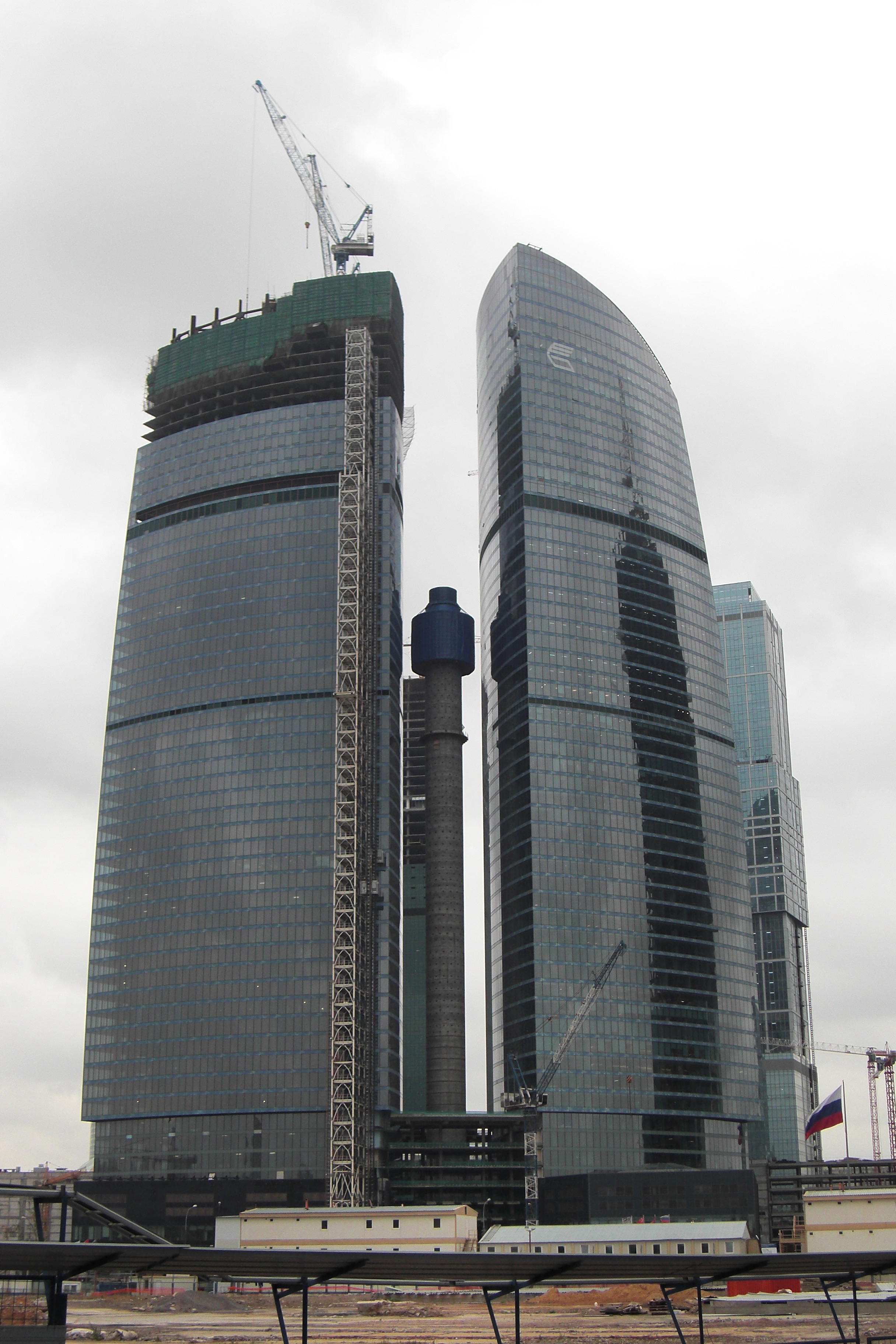
28 сентября 2010. Виден «обрубок» шпиля (башни «C»), от которого впоследствии пришлось отказаться
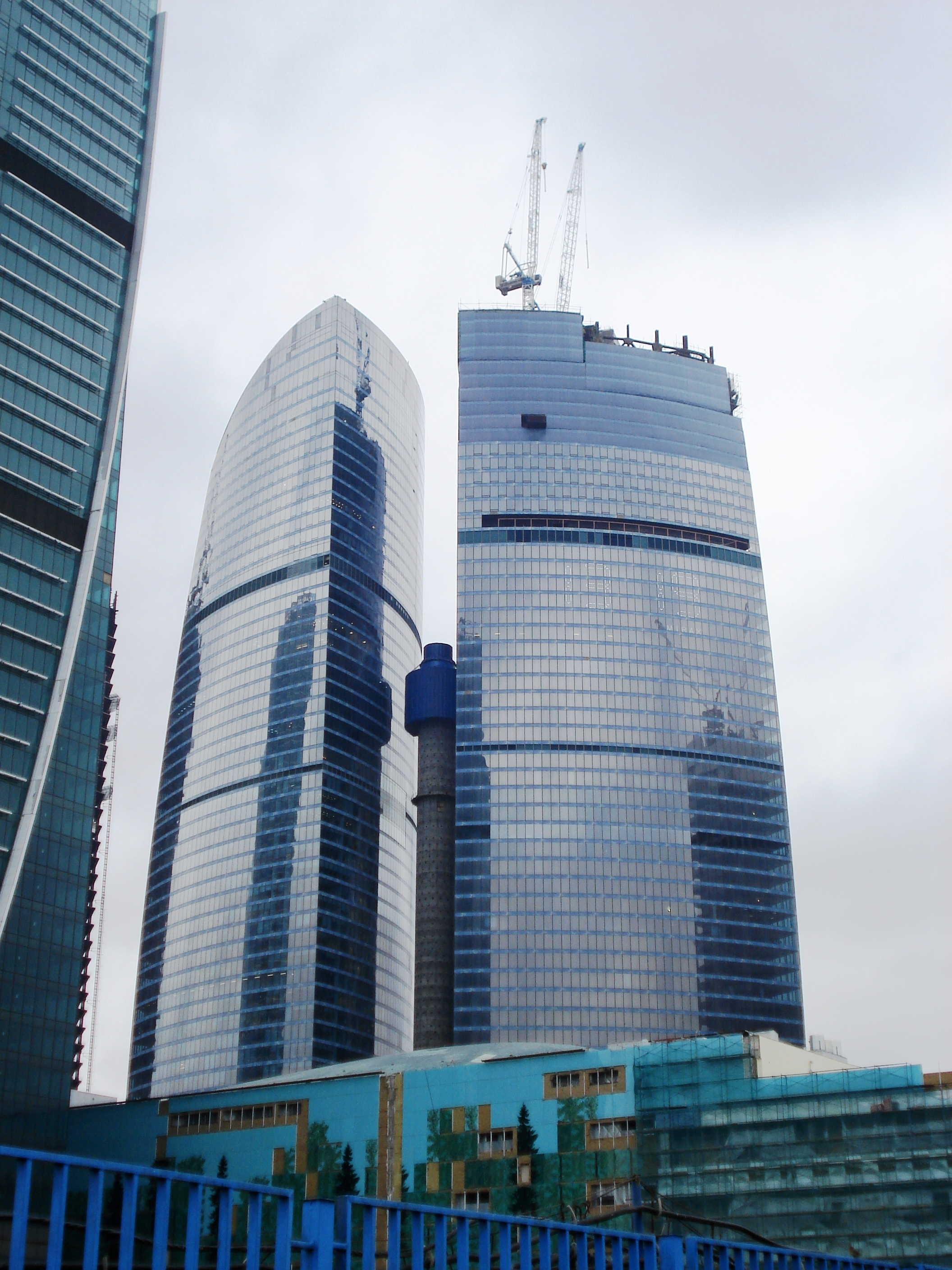
10 ноября 2010
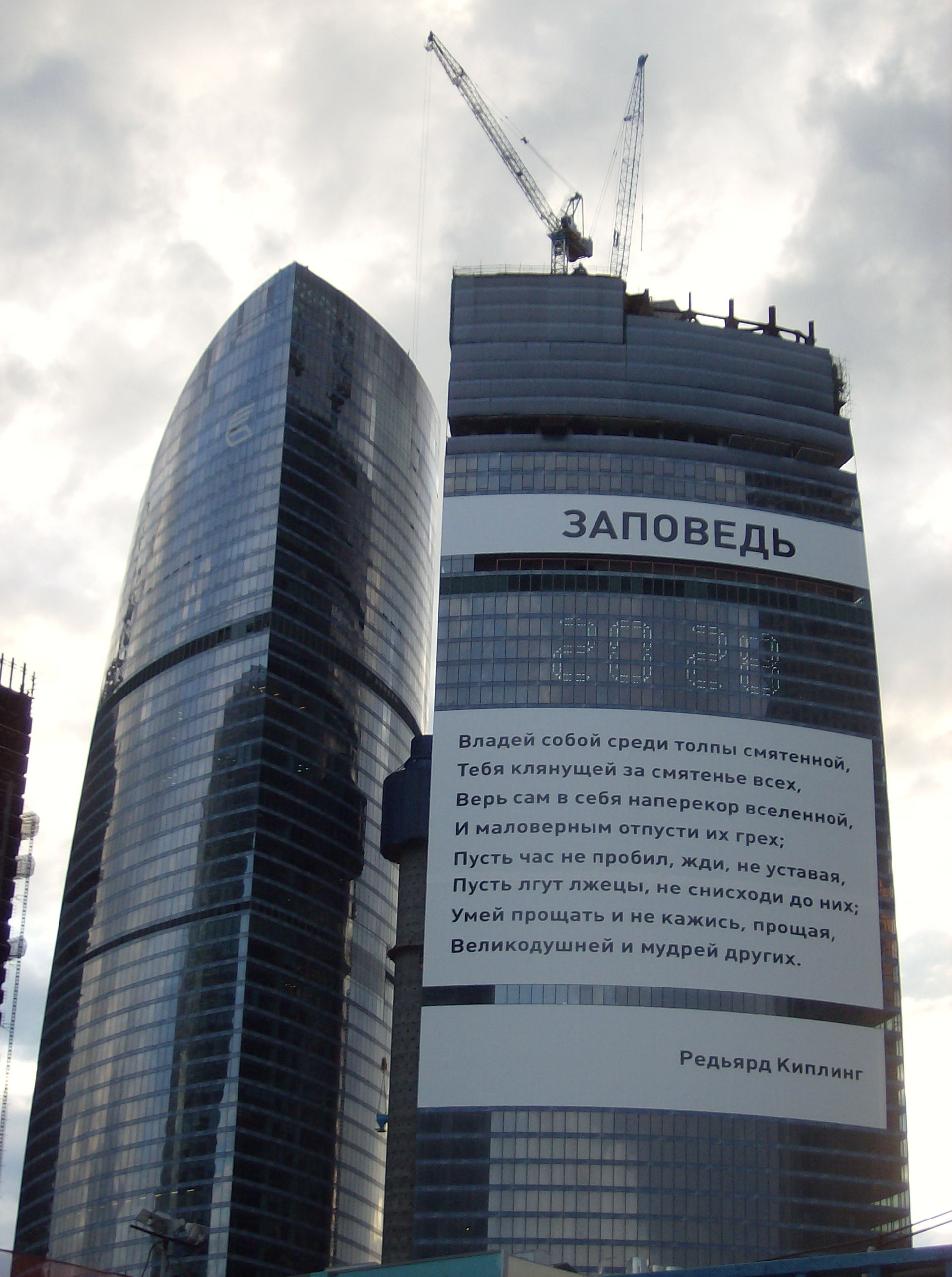
1 августа 2011
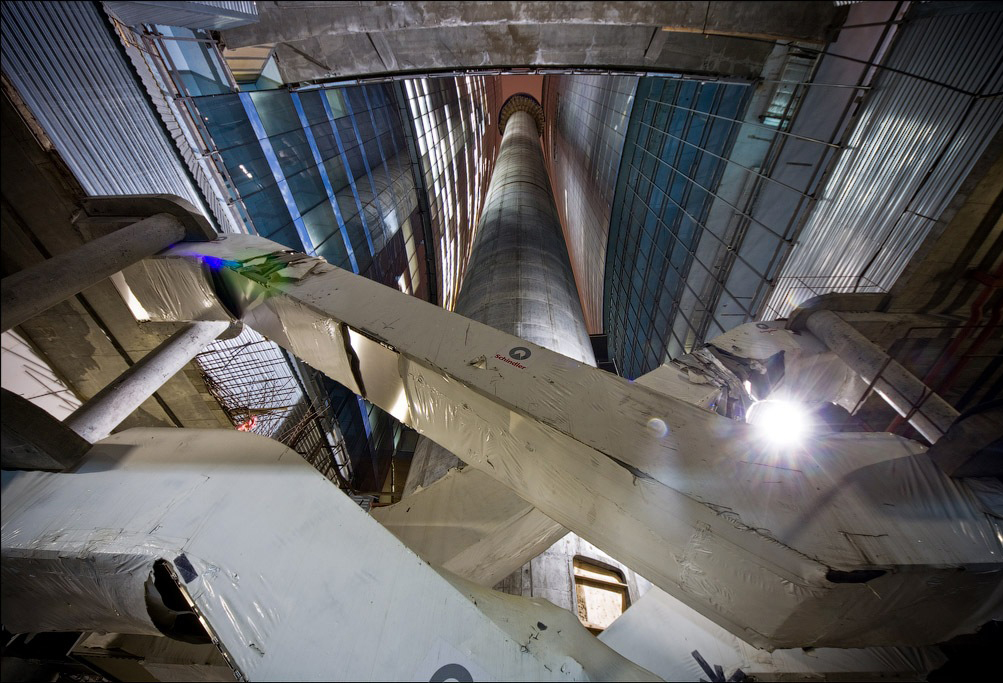
21 октября 2011. Подножие «шпиля»
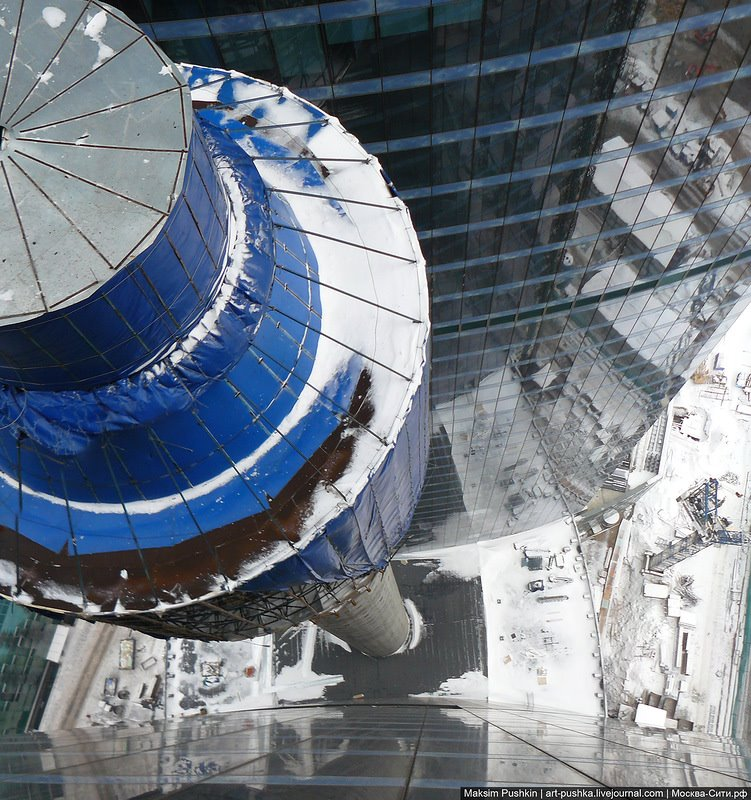
22 января 2012. «Шпиль»
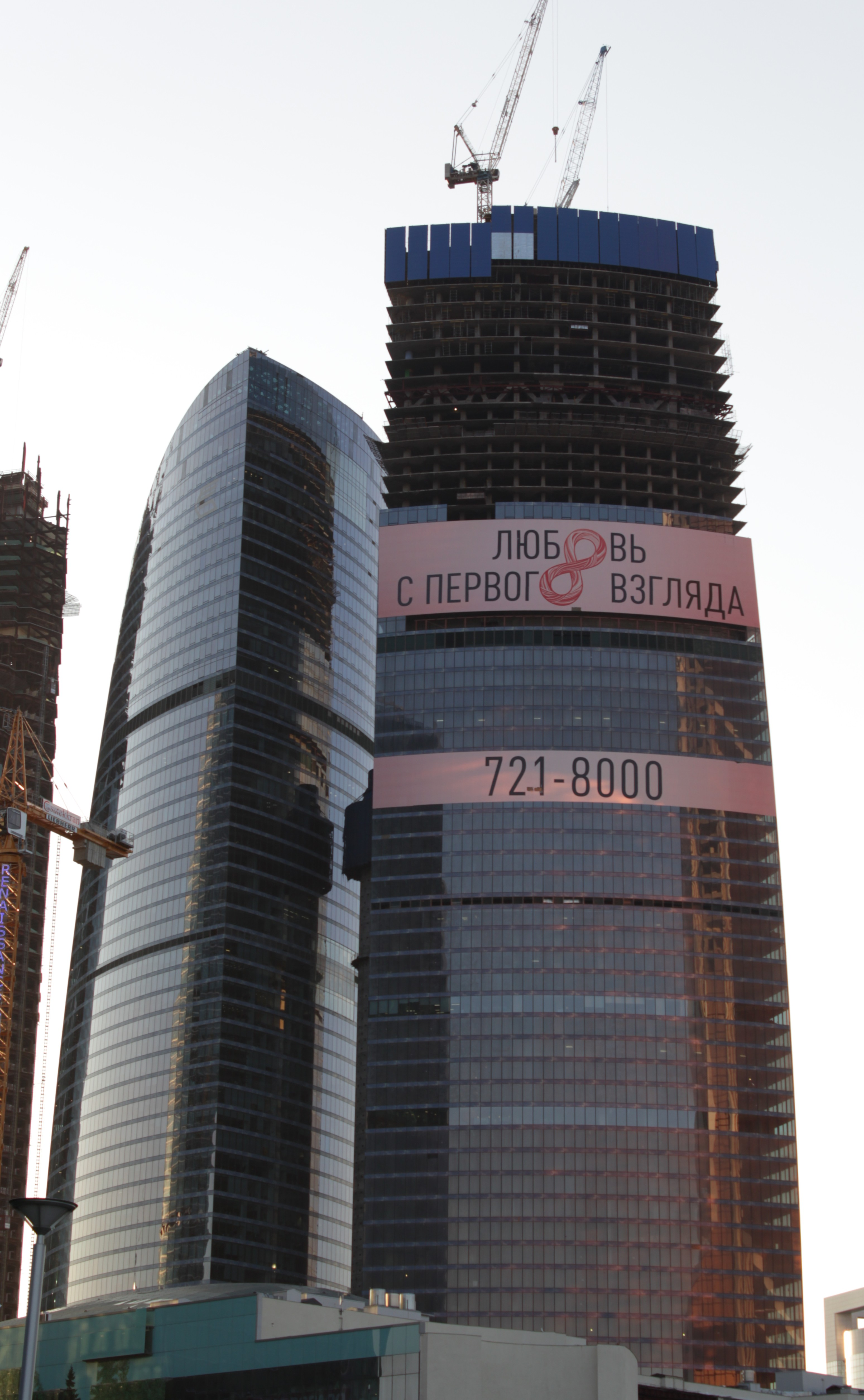
12 сентября 2012
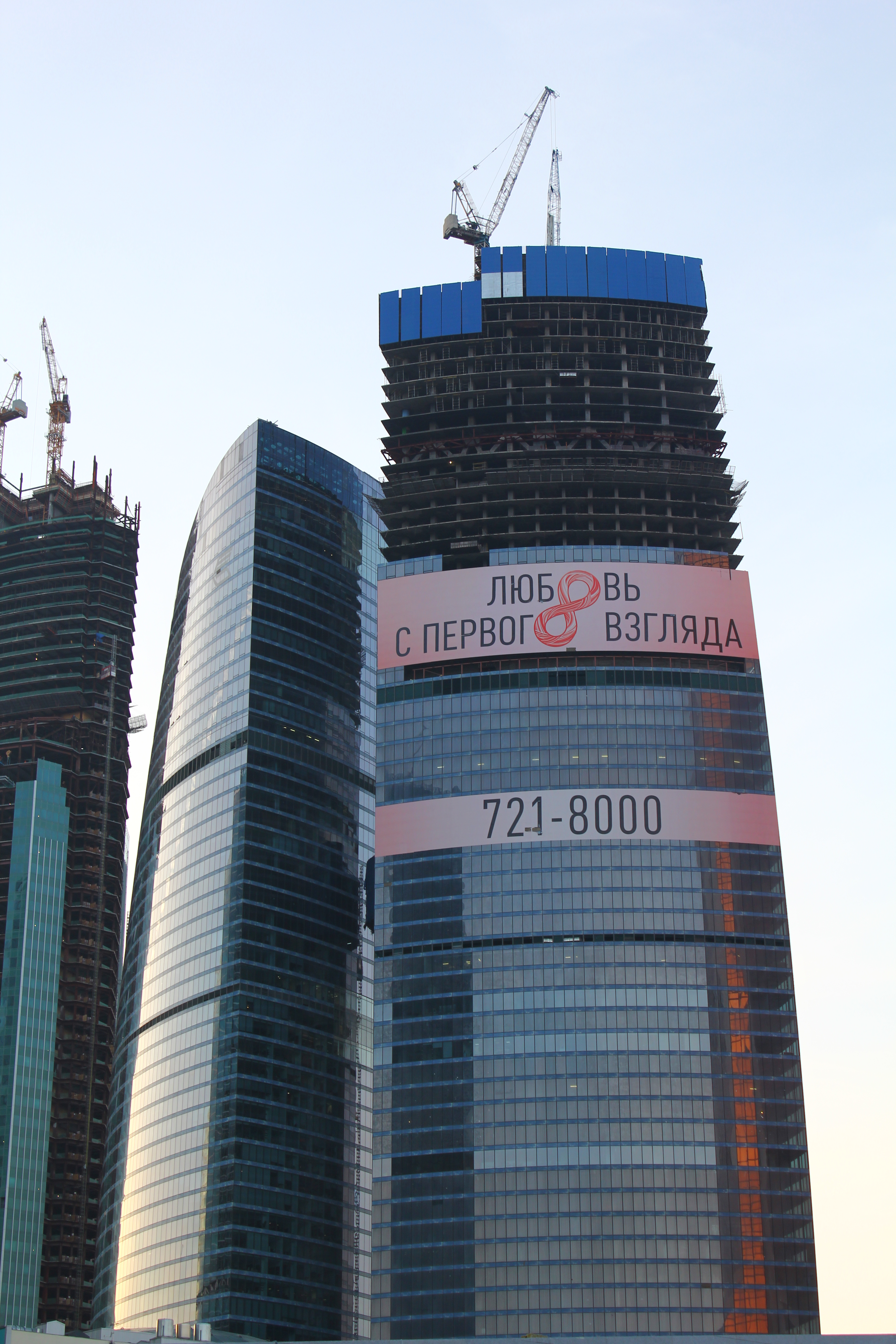
21 октября 2012
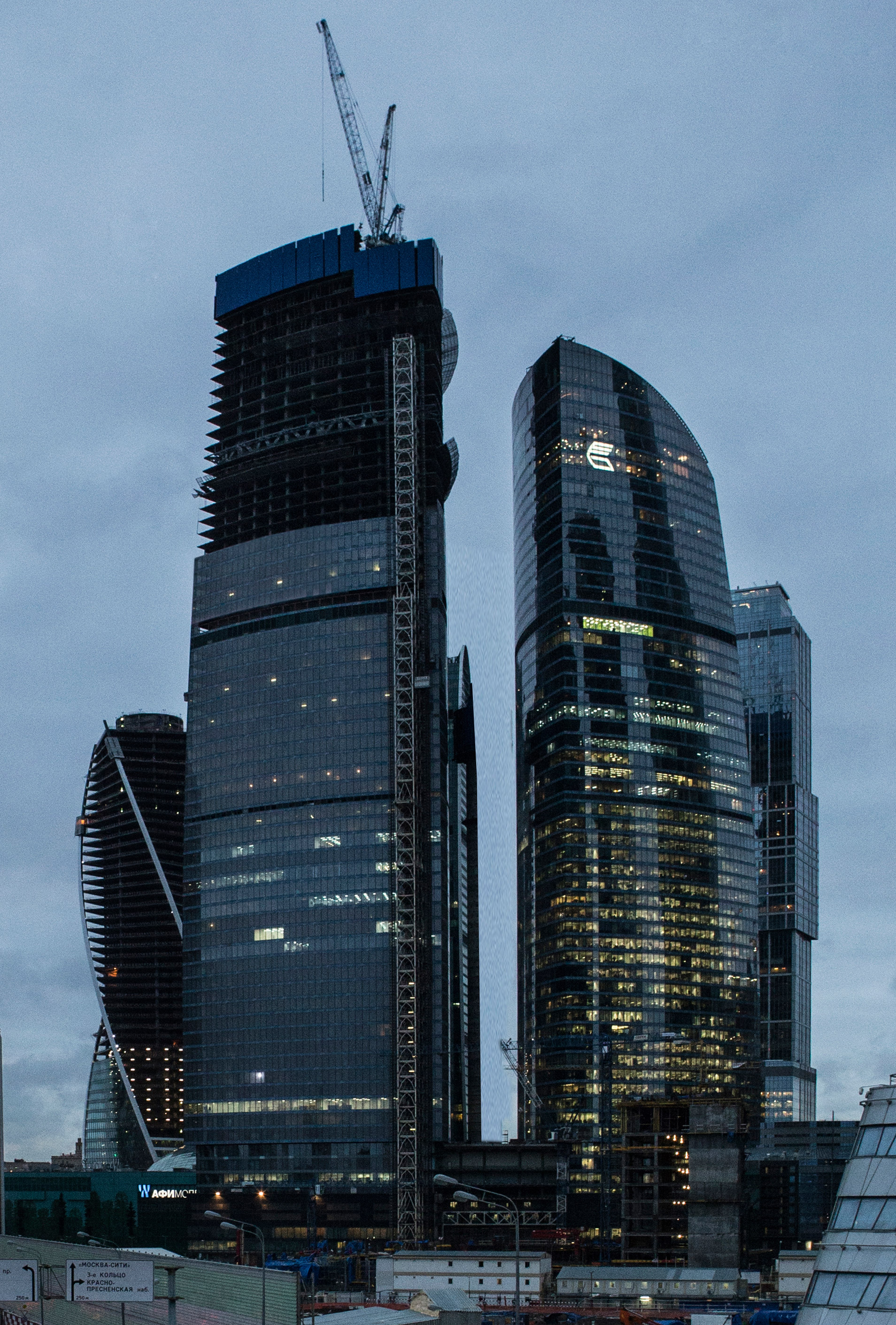
15 января 2014 (отретушировано — отсутствует «шпиль»)
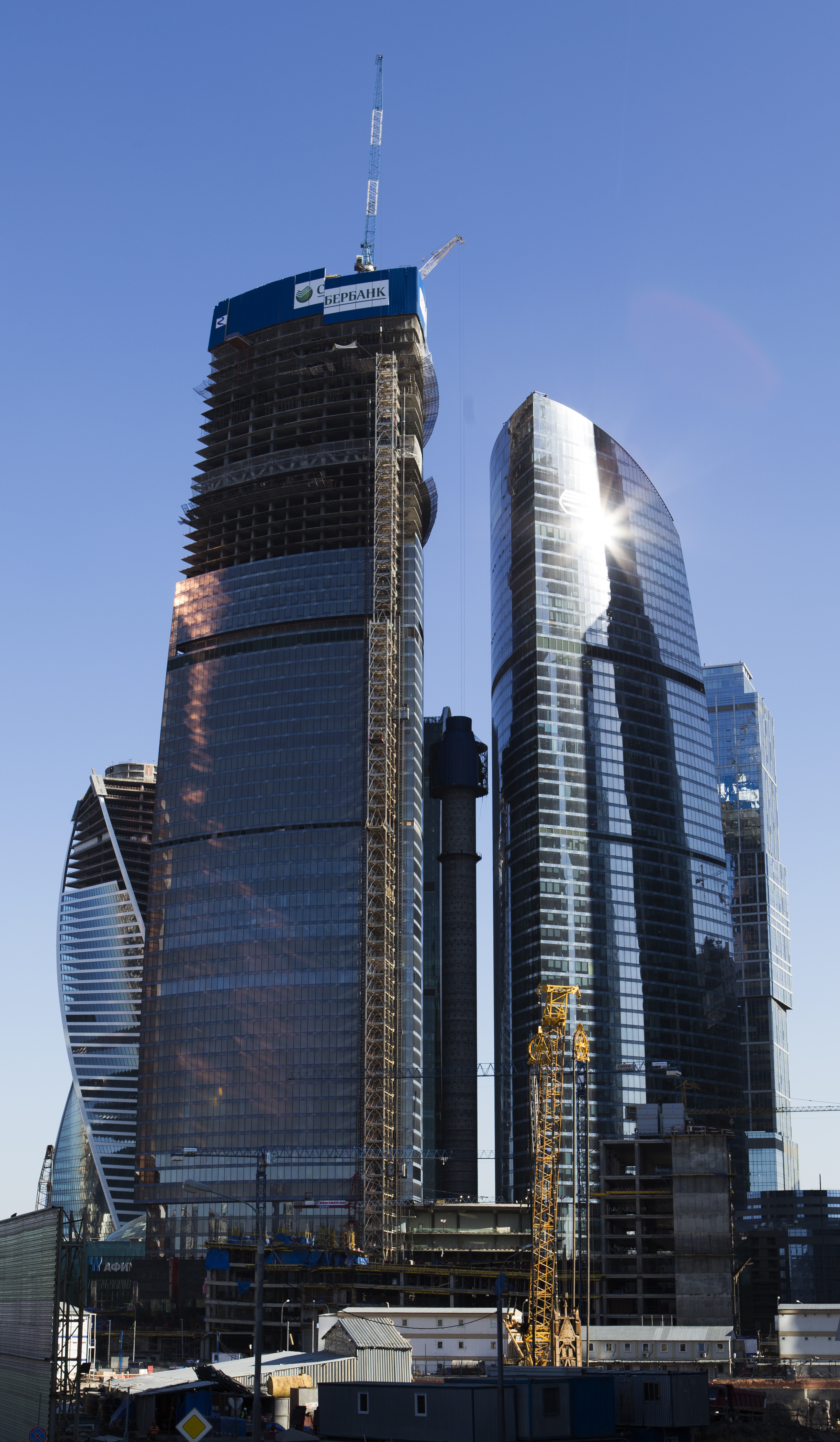
15 апреля 2014
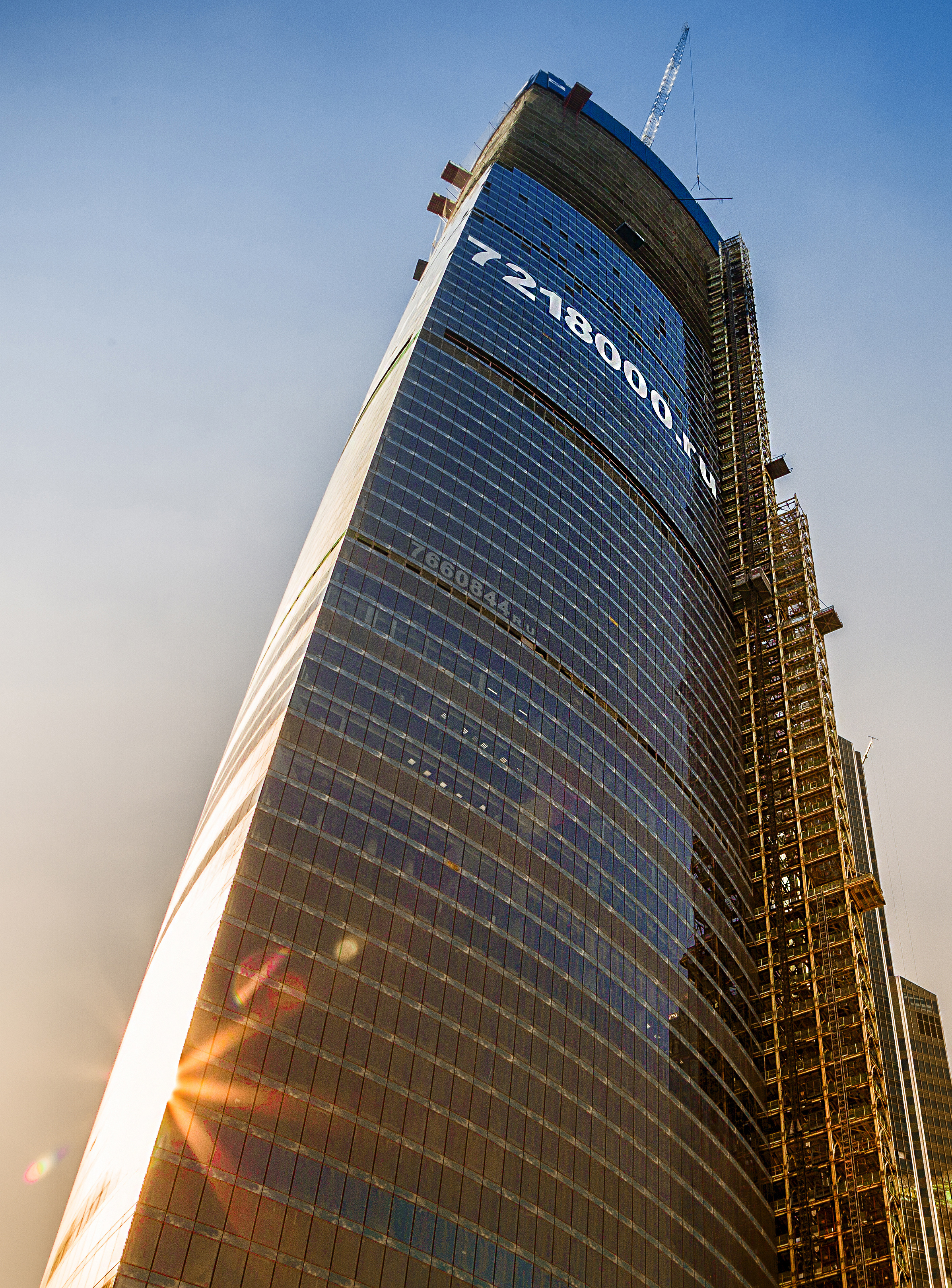
14 сентября 2014
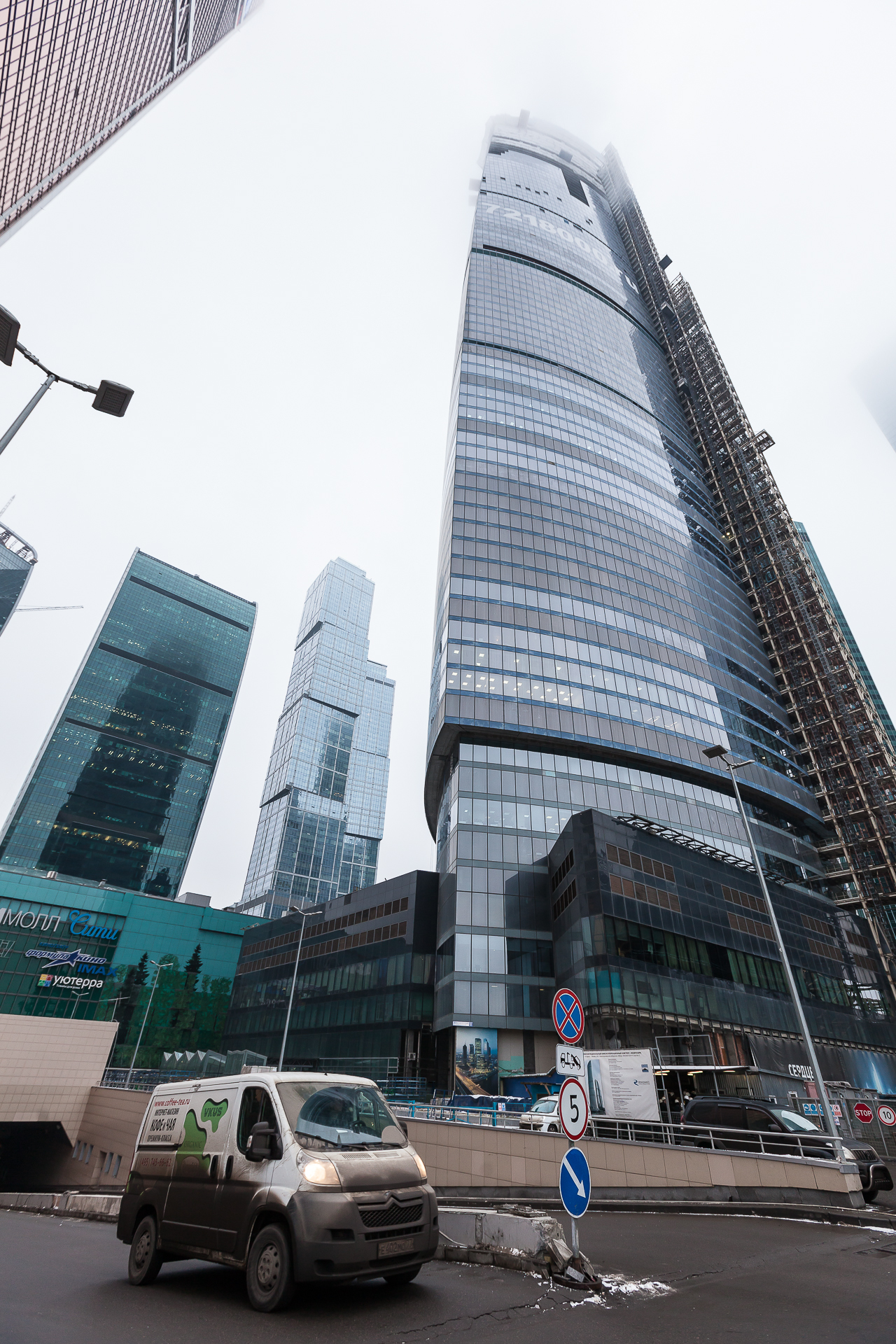
9 декабря 2014
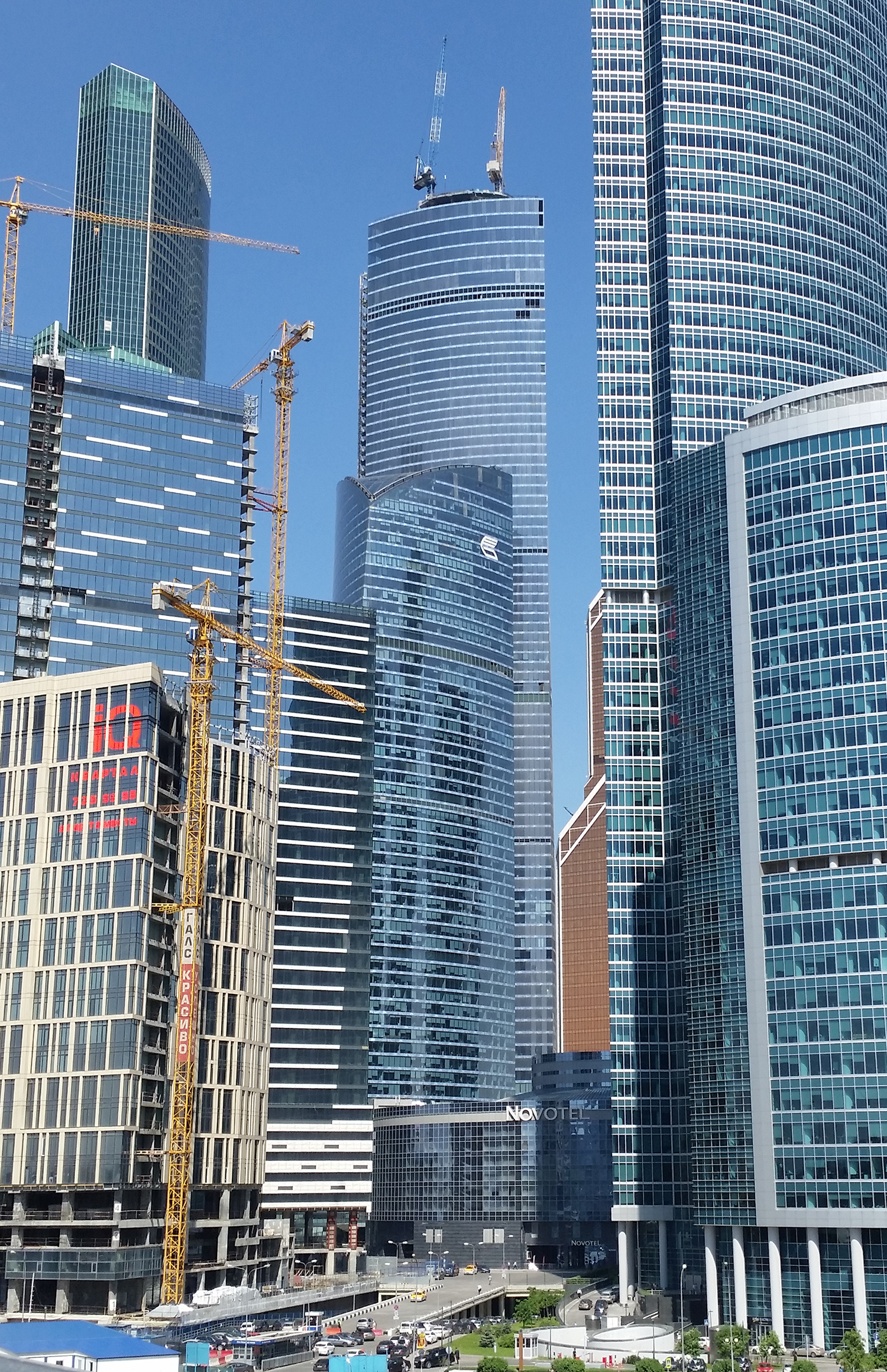
25 мая 2015
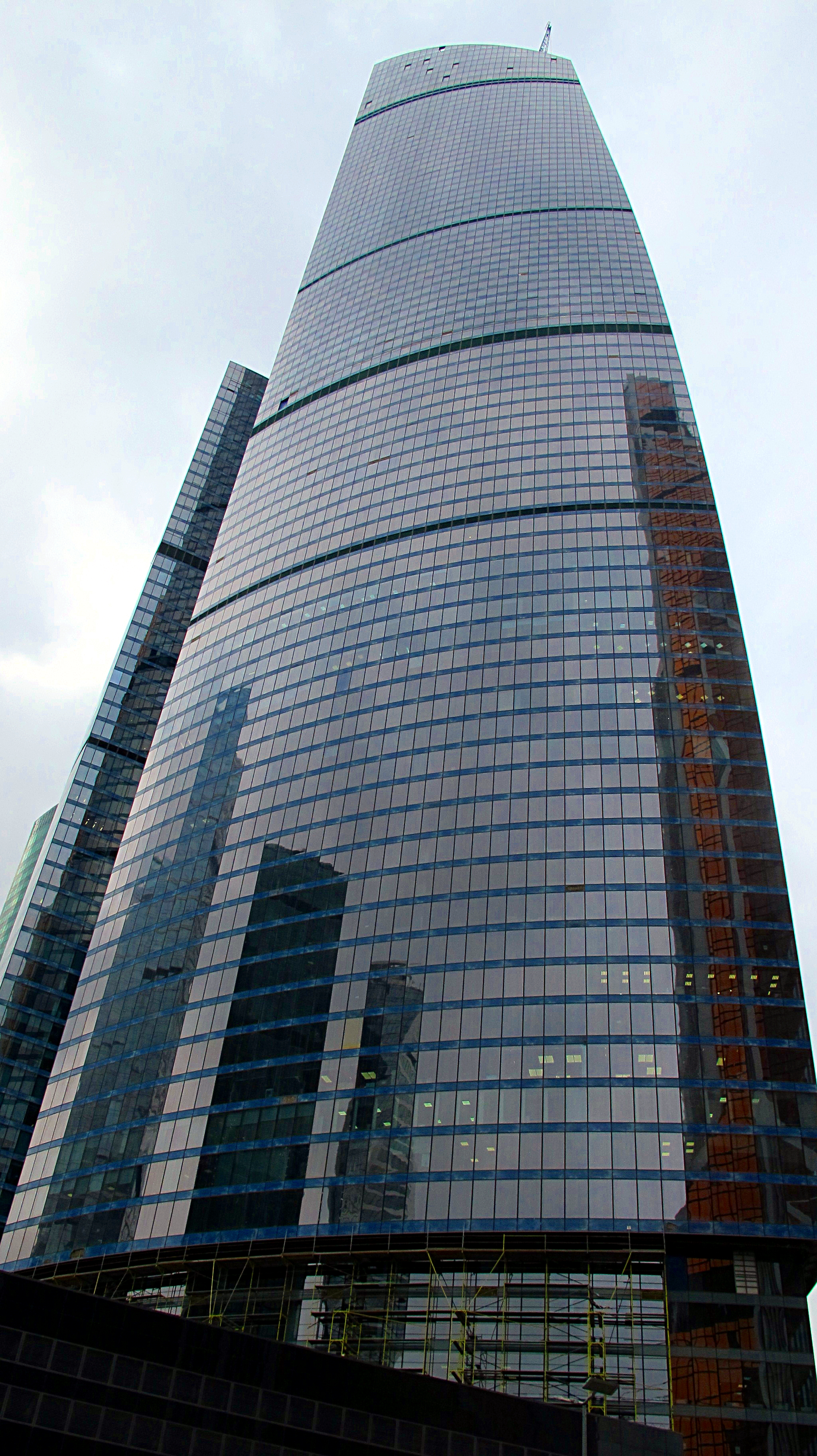
22 марта 2016

## Виды с 75 этажа башни «Восток»

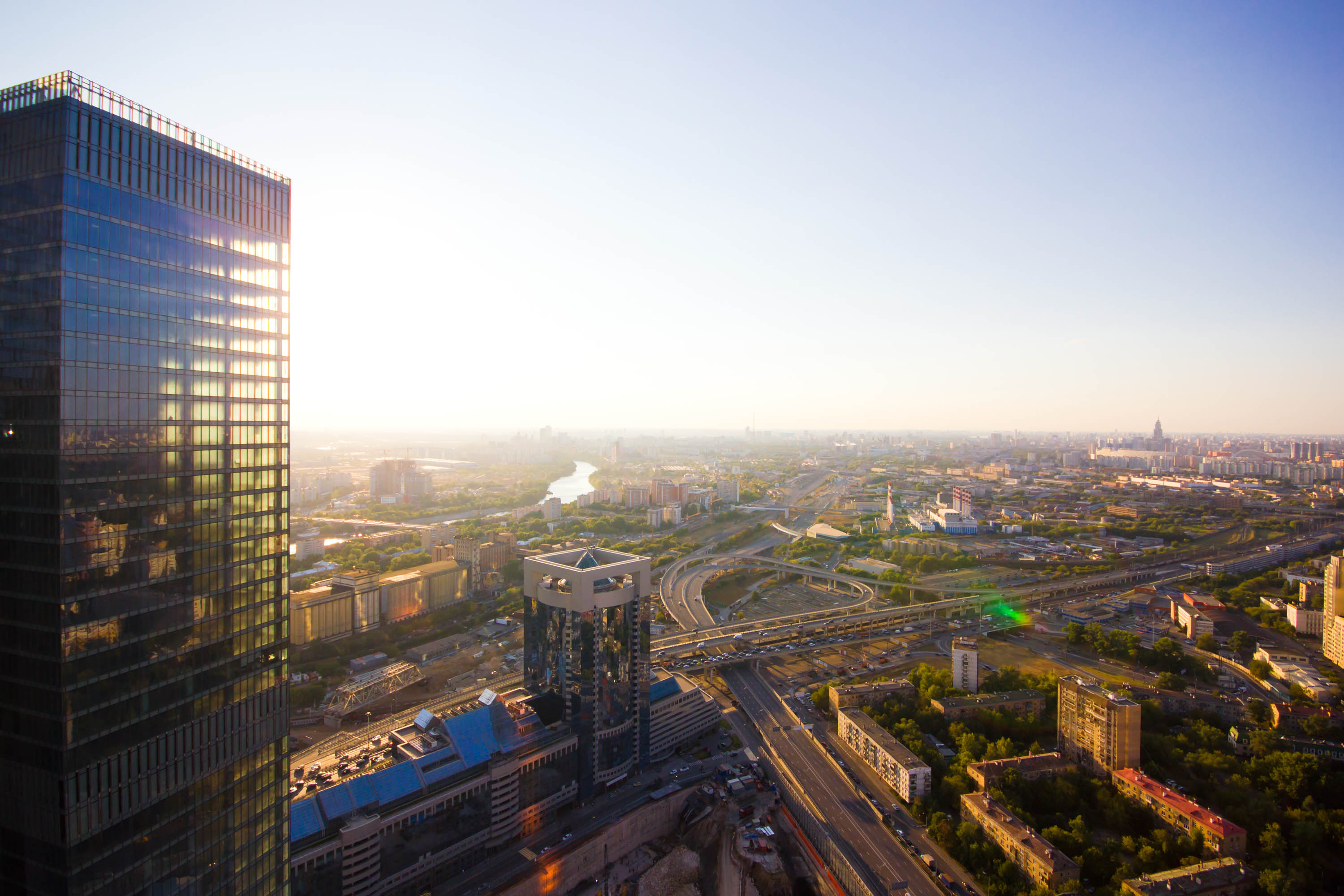
Вид на Третье транспортное кольцо
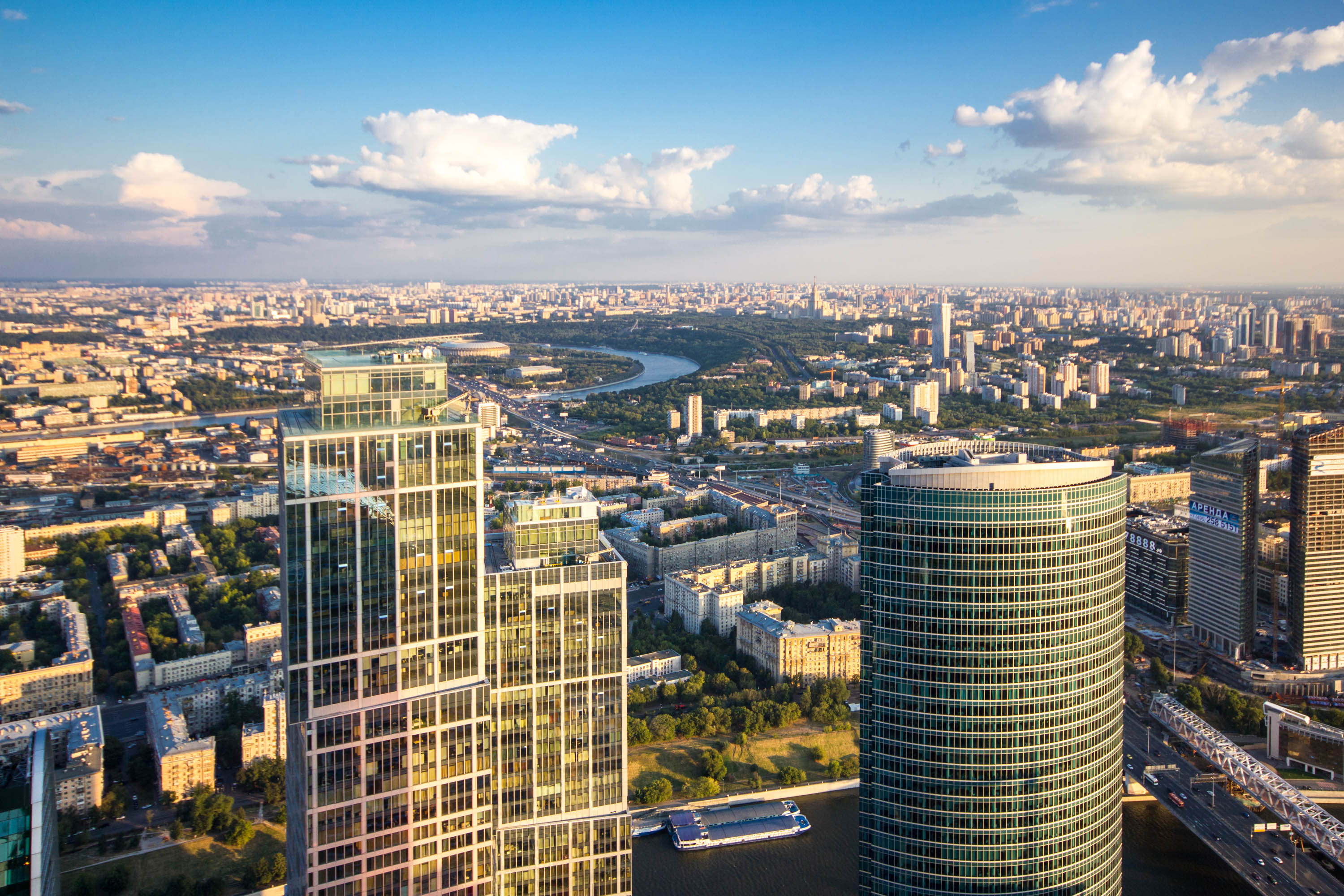
Вид на Московский государственный университет
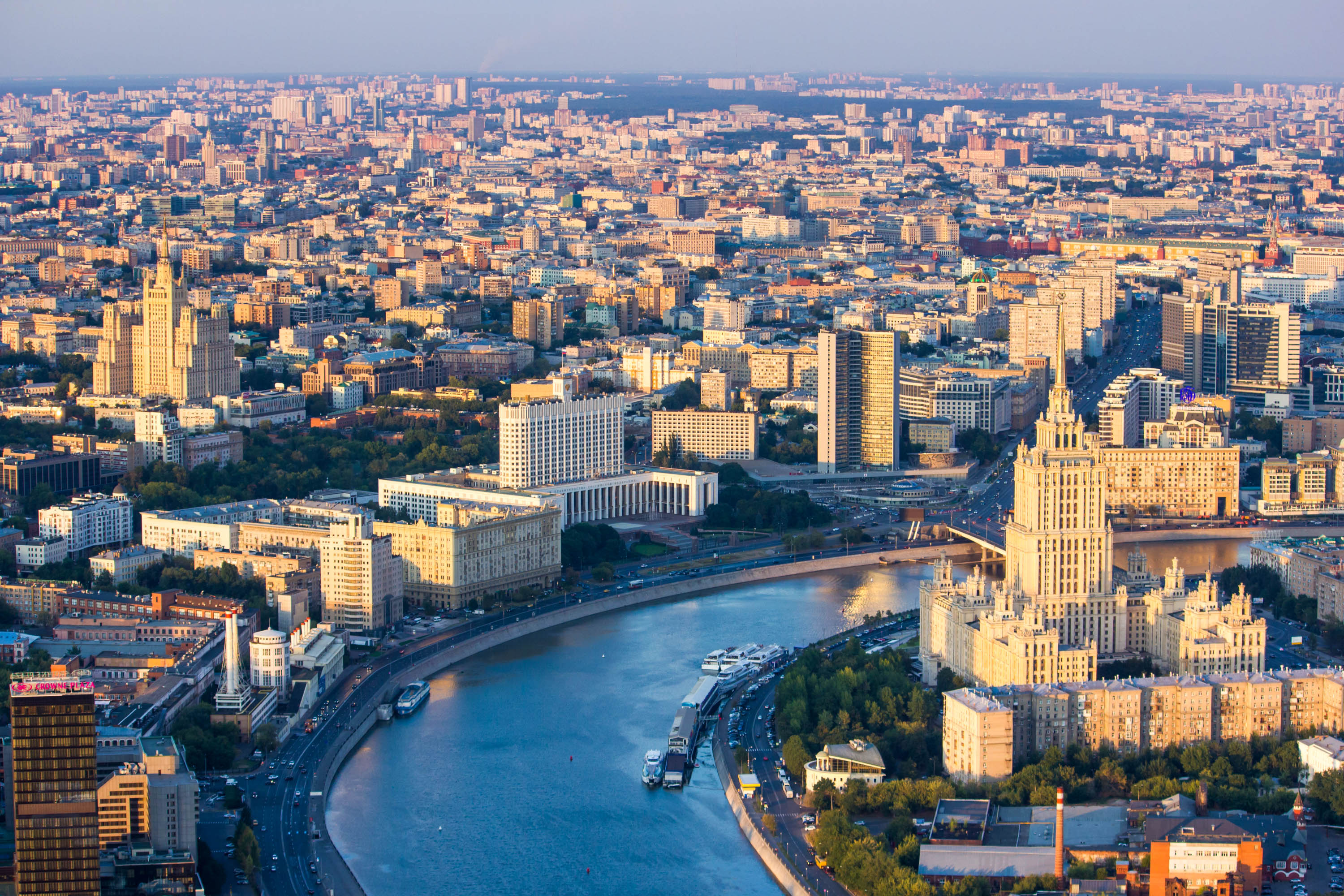
Вид на Белый дом
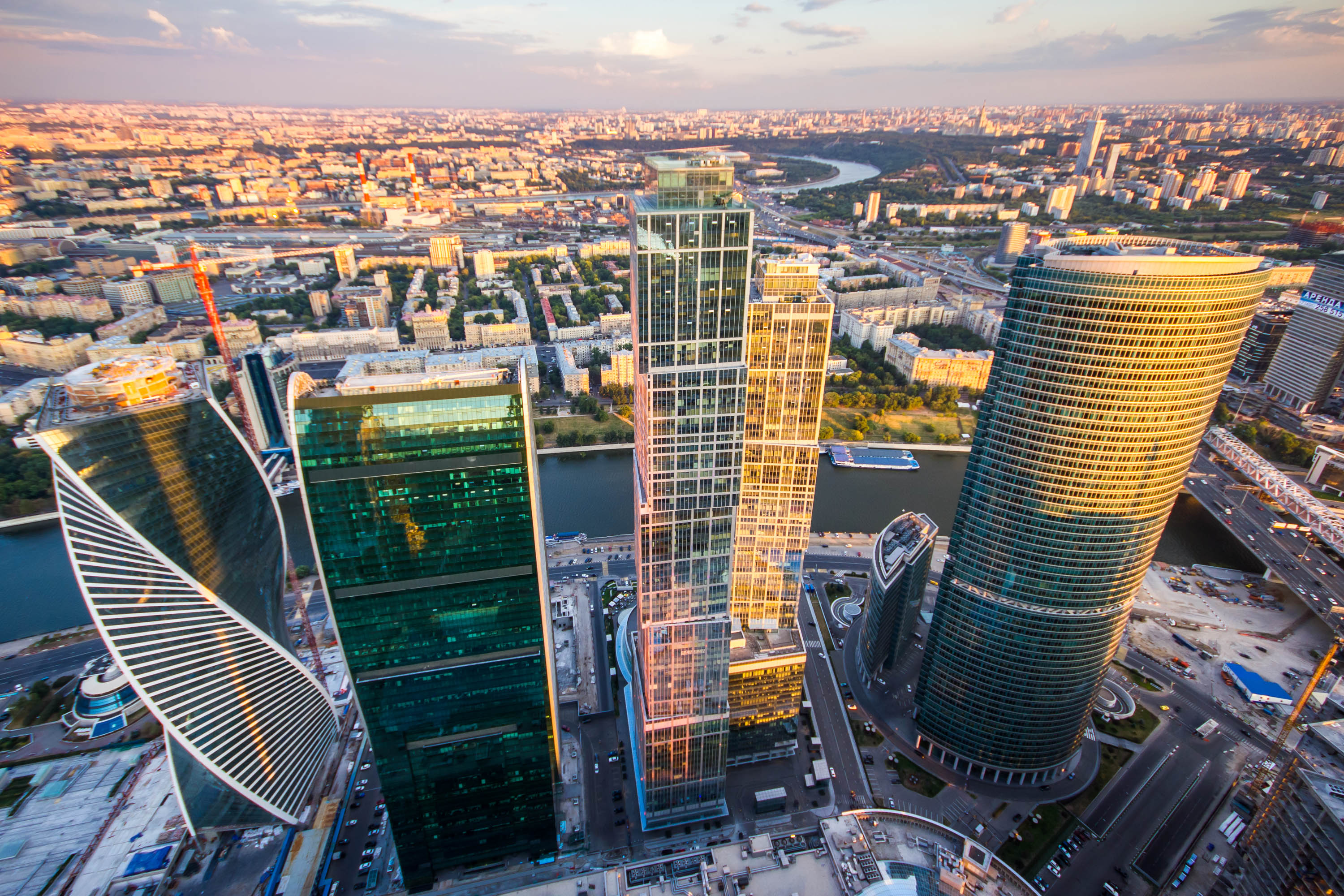
Вид на Москва-Сити
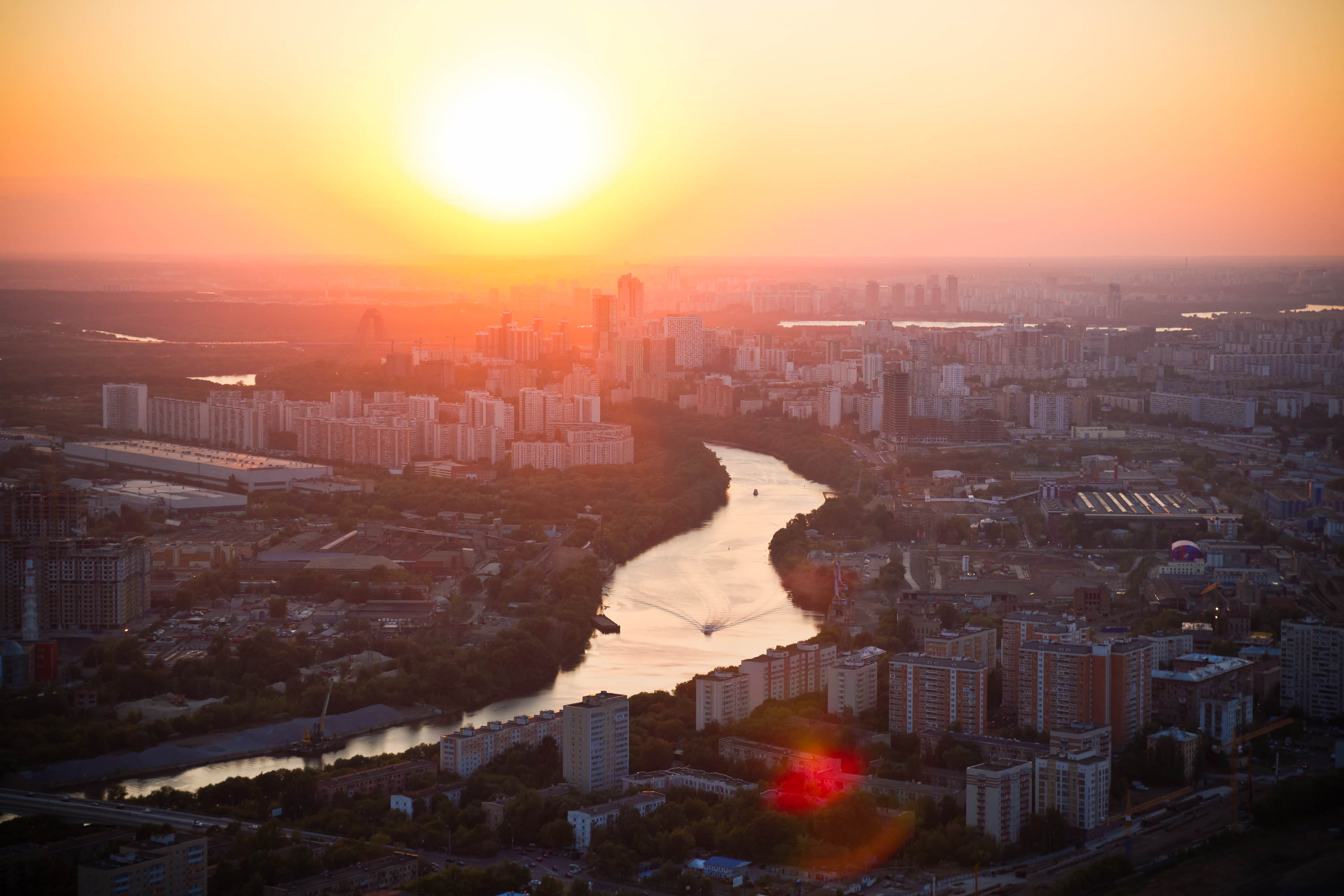
Вид на Крылатское
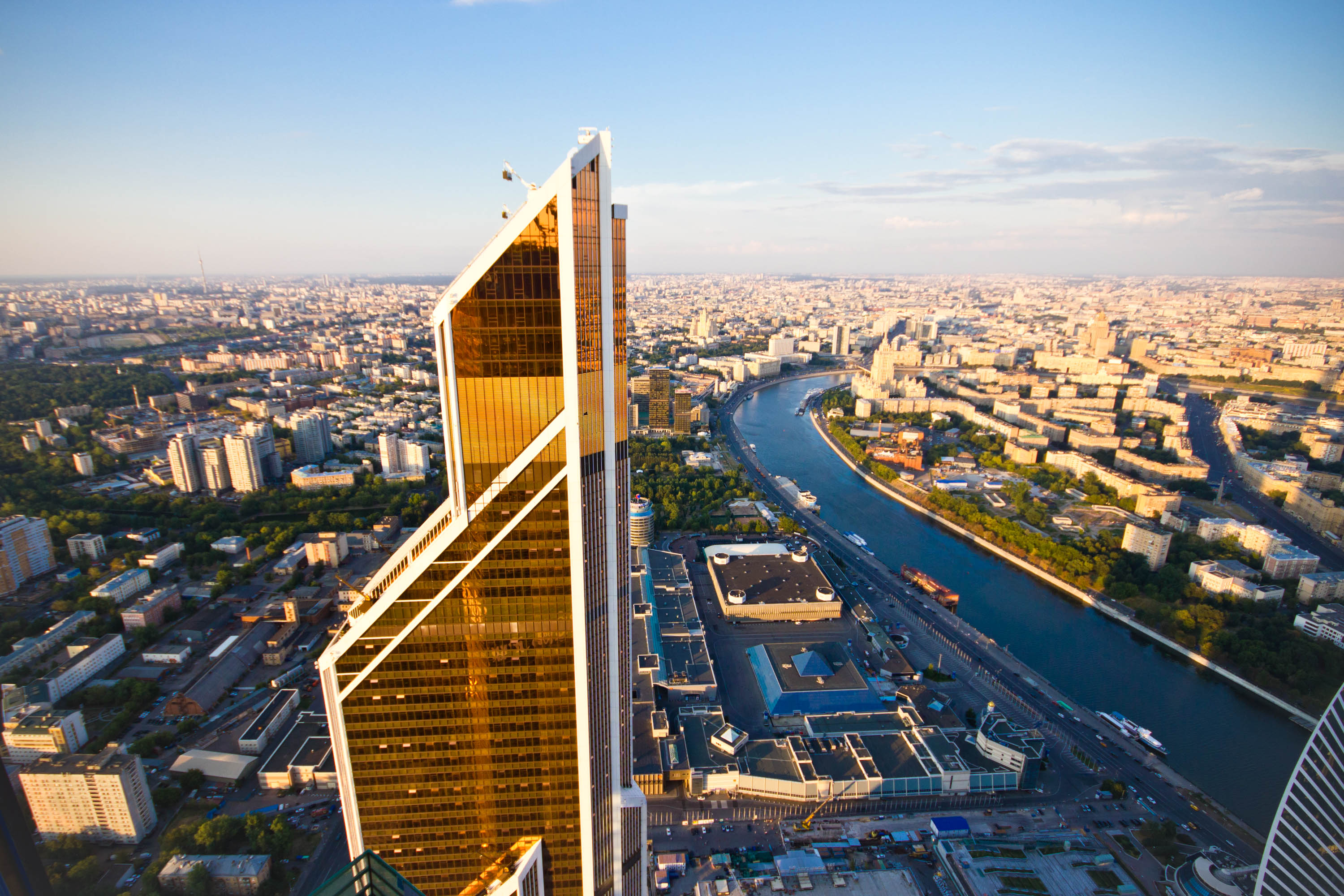
Вид на башню Меркурий